# ليستر براين
كان ليستر جوزيف براين، من مواليد (27 فبراير 1903- 30 يونيو 1930)، رائدًا في الملاحة الجوية الأسترالية والمدير التنفيذي للخطوط الجوية الأسترالية. وُلد براين في نيوساوث ويلز، وتدرب مع القوات الملكية الجوية الأسترالية قبل الالتحاق بكانتاس كطيار في عام 1924.